# Stephen Tobolowsky
Stephen Harold Tobolowsky (født 30. maj 1951) er en amerikansk skuespiller. Han er kendt for sin rolle som Ned Ryerson i Groundhog Day, samt at portrættere kommissær Hugo Jarry i Deadwood i ni episoder og Bob Bishop i Heroes i elleve episoder.
Tobolowsky har en tilbagevendende rolle som Sandy Ryerson i Glee og som Stu Beggs i Californication.
Udover skuespil, laver Tobolowsky en audio podcast en gang om måneden af selvbiografiske historier om hans skuespil og personlige liv. Han har også forfattet The Dangerous Animals Club and Cautionary Tales baseret på originale historier.

## Filmografi

### Film
| År   | Titel                                           | Rolle                        |
| ---- | ----------------------------------------------- | ---------------------------- |
| 1976 | Keep My Grave Open                              |                              |
| 1984 | The Philadelphia Experiment                     | Barney                       |
| 1987 | Spaceballs                                      | Captain of the Guards        |
| 1988 | Mississippi Burning                             | Clayton Townley              |
| 1989 | Checking Out                                    | Pharmacist                   |
| 1989 | Great Balls of Fire!                            | Jud Phillips                 |
| 1989 | In Country                                      | Pete                         |
| 1990 | Bird on a Wire                                  | Joe Weyburn                  |
| 1990 | Funny About Love                                | Hugo                         |
| 1990 | Welcome Home, Roxy Carmichael                   | Mayor Bill Klepler           |
| 1990 | The Grifters                                    | The Jeweler                  |
| 1991 | Thelma & Louise                                 | Max                          |
| 1991 | Wedlock                                         | Warden Holliday              |
| 1992 | Basic Instinct                                  | Dr. Lamot                    |
| 1992 | Memoirs of an Invisible Man                     | Warren Singleton             |
| 1992 | Single White Female                             | Mitch Myerson                |
| 1992 | Sneakers                                        | Werner Brandes               |
| 1993 | The Pickle                                      | Mike Krakower                |
| 1993 | Calendar Girl                                   | Antonio Gallo                |
| 1993 | Groundhog Day                                   | Ned Ryerson                  |
| 1994 | Trevor                                          | Father Jon                   |
| 1994 | Radioland Murders                               | Max Applewhite               |
| 1995 | Dr. Jekyll and Ms. Hyde                         | Oliver Mintz                 |
| 1995 | Murder in the First                             | Mr. Henkin                   |
| 1996 | The Glimmer Man                                 | Christopher Maynard          |
| 1996 | Homeward Bound II: Lost in San Francisco        | Bando (Stemme)               |
| 1997 | Mr. Magoo                                       | FBI Agent Chuck Stupak       |
| 1998 | Black Dog                                       | ATF Agent McClaren           |
| 1999 | The Insider                                     | Eric Kluster                 |
| 1999 | Bossa Nova                                      | Trevor                       |
| 2000 | Memento                                         | Sammy Jankis                 |
| 2001 | The Operator (film)                             |                              |
| 2001 | Freddy Got Fingered                             | Onkel Neil                   |
| 2002 | Love Liza                                       | Tom Bailey                   |
| 2002 | The Country Bears                               | Beary's Father               |
| 2003 | Freaky Friday                                   | Mr. Bates                    |
| 2003 | National Security                               | Billy Narthax                |
| 2004 | Garfield                                        | Happy Chapman                |
| 2004 | Little Black Book                               | Carl                         |
| 2005 | Robots                                          | stemme                       |
| 2005 | Stephen Tobolowsky's Birthday Party             | Sig selv                     |
| 2006 | Pope Dreams                                     | Carl                         |
| 2006 | Blind Dating                                    | Dr. Perkins                  |
| 2006 | Failure to Launch                               | Bud                          |
| 2006 | National Lampoon's Totally Baked: A Potumentary | Jesco Rollins                |
| 2007 | Wild Hogs                                       | Charley                      |
| 2007 | Loveless in Los Angeles                         | Jon Gillece                  |
| 2008 | Beethoven's Big Break                           | Sal                          |
| 2009 | First Howl                                      | Christopher Cox              |
| 2009 | The Time Traveler's Wife                        | Dr. David Kendrick           |
| 2010 | Buried                                          | Alan Davenport, stemme       |
| 2011 | Peep World                                      | Ephraim                      |
| 2011 | You May Not Kiss the Bride                      | Plumber                      |
| 2012 | The Lorax                                       | Uncle Ubb, stemme            |
| 2014 | Hr. Peabody & Sherman                           | Skoleinspektør Purdy, stemme |

### Tv-serier
| År        | Titel                               | Rolle                                | Note(r) |
| --------- | ----------------------------------- | ------------------------------------ | ------- |
| 1986      | Designing Women                     | Boyd                                 |         |
| 1991      | Seinfeld                            | Tor                                  |         |
| 1995      | Dweebs                              | Karl                                 |         |
| 1997      | The Drew Carey Show                 | The Councilman                       |         |
| 1999      | Dengang i 70'erne                   | The Professor                        |         |
| 2001      | Roswell                             | Julius Walters                       |         |
| 2001      | Off Centre                          | Milt Flack                           |         |
| 2001      | The Lone Gunmen                     | Adam Burgess                         |         |
| 2002      | Law & Order: Criminal Intent        | Jim Halliwell                        |         |
| 2002      | Malcolm in the Middle               | Mr. Fisher                           |         |
| 2003      | Las Vegas                           | Donny Rollins                        |         |
| 2003-2005 | CSI: Miami                          | Assistant State Attorney Don Haffman |         |
| 2004      | Will and Grace                      | Ned Weathers                         |         |
| 2004      | The West Wing                       | Dr. Max Milkman                      |         |
| 2004      | Complete Savages                    | Mr. Frehley                          |         |
| 2005      | Curb Your Enthusiasm                | Len Dunkel                           |         |
| 2005-2006 | Deadwood                            | Hugo Jarry                           |         |
| 2006      | Desperate Housewives                | Bud Penrod                           |         |
| 2006-2007 | Big Day                             | The Garf                             |         |
| 2007      | John From Cincinnati                | Mark Lewinsky                        |         |
| 2007      | Entourage                           | Mayor of Beverly Hills               |         |
| 2007-2008 | Heroes                              | Bob Bishop                           |         |
| 2008      | CSI: Crime Scene Investigation      | Spencer Freiberg                     |         |
| 2009      | The New Adventures of Old Christine | Principal James Merrow               |         |
| 2009-2011 | Glee                                | Sandy Ryerson                        |         |
| 2010      | True Jackson, VP                    | Lars Balthazar                       |         |
| 2010      | Law & Order: Special Victims Unit   | Edwin Adelson                        |         |
| 2011      | Community                           | Professor Peter Sheffield            |         |
| 2011-2014 | Californication                     | Stu Beggs                            |         |
| 2012      | Work It                             | Dr. David Deutsch                    |         |
| 2012      | The Mindy Project                   | Marc Shulman                         |         |
| 2012-2013 | Justified                           | FBI Agent Jerry Barkley              |         |
| 2014      | Friends with Better Lives           | Dr. Adleman                          |         |